# Super Snake HD
Super Snake HD is een mobiele app ontwikkeld door programmeur Mark Overmars en designer Jochem Schut en gepubliceerd door YoYo Games. Het verscheen op 16 juni 2011 voor Android (Prijs: Gratis) en iOS (prijs: 0,99 dollar), en later ook voor Chrome. Het spel is een variant op het ouderwetse snake waarbij de speler een slang moet besturen om bolletjes op te eten.
Het spel is op een onbekend moment weer verwijderd uit de Android Market (de huidige Google Play), App Store (iOS) en Chrome Web Store. Het spel is ten minste tot 17 augustus 2014 te downloaden geweest in Google Play.

## Omschrijving
Het doel van het spel is om een slang steeds bochten te laten maken zodat hij niet tegen muren aanbotst. Onderweg moeten eieren, vogels en allerhande voorwerpen en dieren worden opgegeten, waarna de slang een stukje groeit. Na een bepaalde score verschijnt er een gat, waar de speler de slang heen moet brengen. Als dat gelukt is, heeft de speler het level voltooid. In de eerste versie waren in totaal 80 levels te spelen, en na update 2.0 zijn dat er 100 in totaal, verdeeld over 5 werelden. Iedere wereld heeft een ander thema, en introduceert ook nieuwe soorten obstakels, met onder andere muren, bewegende paaltjes en andere slangen.
Daarnaast kunnen spelers op één apparaat het tegen elkaar opnemen in de multiplayer modus. Ook kunnen 30 verschillende achievements worden behaald en zijn er 5 highscore-lijsten waar de hoogste scores ter wereld staan genoteerd.

## Platforms
| Jaar     | Platform         |
| -------- | ---------------- |
| 2011     | Android, iOS     |
| onbekend | Chrome Web Store |